# Trolls 2: Gira mundial
Trolls 2: Gira mundial (títol original en anglès, Trolls World Tour) és una pel·lícula de comèdia musical animada per ordinador estatunidenca del 2020 produïda per DreamWorks Animation i distribuïda per Universal Pictures, basada en els ninots de trol creats per Thomas Dam. És la seqüela de Trolls (2016) i la segona entrega de la franquícia. Va ser dirigida per Walt Dohrn i codirigida per David P. Smith (en el seu debut com a director), a partir d'un guió de Maya Forbes, Wallace Wolodarsky, Elizabeth Tippet, i l'equip de guió de Jonathan Aibel i Glenn Berger, i una història dels mateixos Aibel i Berger. La pel·lícula compta amb un repartiment coral que inclou les veus originals en anglès d'Anna Kendrick, Justin Timberlake, Rachel Bloom, James Corden, Ron Funches, Kelly Clarkson, Anderson .Paak, Sam Rockwell, George Clinton i Mary J. Blige. La pel·lícula segueix la reina Poppy i en Branch mentre descobreixen diverses tribus de trols més que representen gèneres musicals diferents del seu. Els problemes sorgeixen quan la tribu Reina del Rock planeja enderrocar els gèneres musicals estrangers per unir els trols sota la música rock. S'ha doblat i subtitulat al català.
El febrer de 2017 es va anunciar una seqüela de Trolls, amb Kendrick i Timberlake tornant als seus papers. Els germans podcasters McElroy van començar a fer campanya per a participar en la pel·lícula el març de 2017, i DreamWorks Animation va confirmar el setembre de 2018 que farien un cameo. Gran part del nou repartiment es va signar des del maig del 2018 fins al juny del 2019. L'animació personalitzada per promocionar la pel·lícula va ser proporcionada per Minimo VFX i Jellyfish Pictures.
Trolls 2: Gira mundial es va estrenar als Estats Units en un nombre limitat de sales el 10 d'abril de 2020 a causa de la pandèmia de la COVID-19 i es va estrenar simultàniament a la carta. AMC Theatres va anunciar posteriorment que ja no distribuirien les pel·lícules de l'estudi, tot i que això es va revertir després que AMC i Universal acordessin un nou contracte. Igual que la seva predecessora, la pel·lícula va rebre crítiques generalment positives.